# Khakhea
Khakhea è un villaggio del Botswana situato nel distretto Meridionale, sottodistretto di Ngwaketse West. Il villaggio, secondo il censimento del 2011, conta 2.944 abitanti.

## Località
Nel territorio del villaggio sono presenti le seguenti 27 località:
- Bohelabatho,
- Bosekelo di 53 abitanti,
- Champane di 7 abitanti,
- Disele's,
- Ditshwane di 5 abitanti,
- Khesekwa 1 di 12 abitanti,
- Khesekwa 2 di 8 abitanti,
- Lehiwa di 89 abitanti,
- Lokhasi di 2 abitanti,
- Majwana di 13 abitanti,
- Makhwekhwene di 4 abitanti,
- Malote di 1 abitante,
- Matshaolane/Modipane di 6 abitanti,
- Molehele di 12 abitanti,
- Motlasuping Syndicate di 9 abitanti,
- Oke di 2 abitanti,
- Ratlhadia di 15 abitanti,
- Seatlhodi di 9 abitanti,
- Seatlhodi di 3 abitanti,
- Sehudinyane,
- Selalong 1,
- Selalong 2,
- Sotoma di 7 abitanti,
- Thari di 110 abitanti,
- Thotayamonnaalela di 8 abitanti,
- Tlhareseleele di 12 abitanti,
- Tsanayana di 6 abitanti